# Alexandria Loutitt
Alexandria Loutitt (Calgary, 7 de enero de 2004) es una deportista canadiense que compite en salto en esquí.
Participó en los Juegos Olímpicos de Pekín 2022, obteniendo una medalla de bronce en el trampolín normal por equipo mixto. Ganó una medalla de oro en el Campeonato Mundial de Esquí Nórdico de 2023, en la prueba de trampolín grande individual.

## Palmarés internacional
| Juegos Olímpicos   | Juegos Olímpicos    | Juegos Olímpicos  | Juegos Olímpicos    |
| Año                | Lugar               | Medalla           | Prueba              |
| ------------------ | ------------------- | ----------------- | ------------------- |
| 2022               | Pekín (China)       | Medalla de bronce | TN por equipo mixto |
| Campeonato Mundial |                     |                   |                     |
| Año                | Lugar               | Medalla           | Prueba              |
| 2023               | Planica (Eslovenia) | Medalla de oro    | TG individual       |